# 月岡克博
月岡 克博（つきおか かつひろ）は株式会社Faber Companyの執行役員。
BtoBマーケティング領域を中心としたSEOやコンテンツマーケティング情報の発信、講演を多数行う。

## 経歴
神奈川県横浜市出身。法政大学経営学部卒業。2005年 - ソフトブレーン株式会社に入社。2009年 - シナジーマーケティング株式会社に入社。2014年 - 株式会社Faber Companyに入社。

## メディア掲載
- 前年比172％！　富士フイルムがインハウスで加速させたSEO…日経クロストレンド
- SEOは、より良い検索体験の追求へ…販促会議デジタル
- コンテンツSEOで勝ち抜くには？月岡流コンテンツ作成術について聞いてみた。…GMOカラーミーショップ
- これからのコンテンツSEOはどうなる？ SEOのプロ・ミエルカの月岡さんに聞きました！…LIG
- 【対談】Faber Company：ゼロからマーケティング活動を根づかせた 挑戦と変革のヒント…MarketOne
- 難しいWebマーケター採用は外部人材マッチングで解決！…ECのミカタ
- 顧客獲得のカギは「アンノウンユーザー」…logmi
- SEOツール「ミエルカ」で才流の記事にダメ出ししてみた結果…SAIRU
- マーケターに聞いてみよう！Vol.8_株式会社Faber Company 月岡 克博さん…NewsTV VideoJournal